# San Diego Wild
I San Diego Wild sono una franchigia pallavolistica maschile statunitense, con sede a San Diego: militano in NVA.

## Storia
I San Diego Wild vengono fondati nel 2023, come franchigia di nuova espansione della NVA. Debuttano quindi nella NVA 2023, raggiungendo le finali scudetto.

## Rosa 2023
| N° | Nome                  | Ruolo | Data di nascita   | Nazionalità sportiva |
| -- | --------------------- | ----- | ----------------- | -------------------- |
| 1  | Uchenna Ofoha         | C     | 16 giugno 1994    | Canada               |
| 2  | Logan Clark           | C     | 6 maggio 2000     | Stati Uniti          |
| 3  | Samuel Burgi          | S     | 15 agosto 2000    | Stati Uniti          |
| 5  | Colby Elder           | P     | 17 marzo 1998     | Stati Uniti          |
| 6  | William Campbell      | P     | 8 marzo 2001      | Stati Uniti          |
| 7  | Joshua Ayzenberg      | L     | 3 luglio 1996     | Stati Uniti          |
| 8  | Zachary Penolio       | S     | 3 febbraio 1991   | Stati Uniti          |
| 9  | Brandon Rattray       | O     | 22 marzo 1997     | Stati Uniti          |
| 10 | Joseph Picone         | L     | 8 gennaio 2000    | Stati Uniti          |
| 11 | Jacob Penolio         | S     | 27 giugno 1988    | Stati Uniti          |
| 12 | Owen Karlenzig        | S     | 2 febbraio 1997   | Stati Uniti          |
| 13 | Matthew Knigge        | C     | 2 giugno 1996     | Stati Uniti          |
| 14 | Christopher Griebenow | P     | 28 dicembre 1993  | Stati Uniti          |
| 17 | Christian Janke       | S     | 10 dicembre 1999  | Stati Uniti          |
| 18 | Brett Alderman        | P     | 27 febbraio 1979  | Australia            |
| 21 | Nikolas Lizdenis      | L     | 20 agosto 1998    | Stati Uniti          |
| 22 | Johl Awerkamp         | O     | 20 marzo 1991     | Stati Uniti          |
| 23 | Christopher Shaffer   | S     | 20 giugno 1997    | Stati Uniti          |
| 24 | Leor Schiffer         | S     | 12 febbraio 1998  | Stati Uniti          |
| 32 | Joshua Duarte         | C     | 31 dicembre 1991  | Stati Uniti          |
| 99 | Kendall Ratter        | S     | 26 settembre 1995 | Stati Uniti          |